# Стефан IX (X)
Стефан IX (X) (лат. Stephanus PP. IX (X); в миру Фридрих Лотарингский фр. Frédéric de Lorraine; ок. 1010/1020 — 29 марта 1058) — папа Римский с 3 августа 1057 года по 29 марта 1058 года, сын герцога Лотарингии Гозело I, брат Готфрида II Бородатого, герцога Лотарингии и маркграфа Тосканы, которого хотел короновать императором.

## Биография
Точный год рождения будущего папы неизвестен. Вероятно он родился в 1010-е — 1020-е годы, но не позднее 1022 года. Он был третьим сыном герцога Верхней Лотарингии Гозело I, получив при рождении имя Фридрих. Будучи младшим из сыновей герцога, Фридрих избрал духовную карьеру. Он получил воспитание в соборе Святого Ламберта в Льеже. В 1041 году он был назначен там архидьяконом.
В 1049/1050 году Фридрих, благодаря папе Льву IX, попал в Рим, где в 1051 году стал библиотекарем и канцлером Римской церкви. В 1053 году Фридрих вместе с папой попал в плен к норманнам в битве при Чивитате.
В 1054 году Фридрих был одним из папских легатов, которых возглавлял кардинал Гумберт, отправившихся в Константинополь. Там 16 июля в соборе Святой Софии Фридрих вместе с кардиналом Гумбертом и епископом Амальфи Петром объявили о низложении патриарха Константинопольского Михаила Керулария и его отлучении от Церкви. В ответ на это 20 июля патриарх предал анафеме легатов. Так начался Великий раскол христианской церкви.
После возвращения в Рим Фридрих уклонился от конфликта между его братом Готфридом Бородатым и императором Священной Римской империи Генрихом III. Фридрих поселился в аббатстве Монтекассино, где 23 мая 1057 года был выбран аббатом. А 14 июня Фридрих стал кардиналом.
28 июля 1057 года умер папа римский Виктор II. Под влиянием Готфрида Бородатого, 2 августа новым папой был избран Фридрих, выбравший себе имя Стефан IX. 3 августа в базилике Святого Петра он был посвящён в сан папы.
Избрание Стефана IX не было согласовано с германским королевским двором, которым после смерти императора Генриха III управляла его вдова Агнеса де Пуатье от имени своего малолетнего сына Генриха IV. Для того, чтобы получить одобрение Агнесы, Стефан IX отправил в качестве своих нунциев Гильдебранда (будущего папу под именем Григорий VII), возведённого им в сан архидьякона, и епископа Лукки Ансельма I, будущего папу под именем Александр II. Будучи талантливым дипломатом, Гильдебранд должен был успокоить германский двор и добиться признания от Агнессы. Однако они возвратились в Италию уже после смерти папы.
Как и его предшественники, Стефан IX был сторонником проведения Клюнийской реформы. Для её проведения Стефан IX стал собирать вокруг себя сторонников. Одним из приглашённых был кардинал-епископ Остии Пётр Дамиани. Кроме того, Стефан принял под покровительство дьякона Ариальда и субдьякона Ландульфа, руководителей реформаторского движения патариев в Милане. Стефан IX и его сторонники выступали против симонии и за введение целибата духовенства.
Кроме проведения церковной реформы, Стефан IX также планировал вывести папский престол из подчинения правителей Священной Римской империи, а также создать в Северной Италии независимое государство, во главе которого он хотел поставить своего брата, Готфрида Бородатого. Для этого папа передал Готфриду в Италии множество владений, включая герцогство Сполето. Кроме того, Стефан планировал отомстить норманам, захвативших Южную Италию, подчинив их владения церкви.
В 1058 году Стефан IX поехал во Флоренцию, где он собирался встретиться с Готфридом Бородатым. Однако там он 29 марта умер.